# Leonardo da Vinci-Fiumicino Lufthavn
Leonardo da Vinci–Fiumicino Lufthavn er Roms primære lufthavn. Den er hovedlufthavn for ITA Airways, Italiens største flyselskab.
Lufthavnen blev etableret i 1961 i Fiumicino og er opkaldt efter Leonardo da Vinci. Lufthavnen er Roms og Italiens største lufthavn og aflastede Rom-Ciampino Lufthavn.